# Cantheleamima
Cantheleamima é um gênero de mariposa pertencente à família Crambidae.